# Lineární kongruentní generátor
Lineární kongruentní generátor (anglicky Linear Congruential Generator, zkratka LCG) je jeden z nejstarších a nejjednodušších generátorů pseudonáhodných čísel.
Je definován vztahem:
{\displaystyle x_{i+1}=(ax_{i}+c)\ {\bmod {\ }}m\,},
kde operace mod znamená zbytek po celočíselném dělení, {\displaystyle a}, {\displaystyle c} a {\displaystyle m} jsou vhodně zvolené konstanty. Počáteční nastavení {\displaystyle x_{0}} se nazývá random seed („náhodné semínko“). Generátor generuje celá čísla s rovnoměrným rozložením v rozsahu {\displaystyle 0\leq x_{i}<m}. Poněvadž je počet možných hodnot v tomto rozsahu omezen, začne se nejpozději po {\displaystyle m} vygenerovaných číslech opakovat stejná posloupnost (tzv. perioda generátoru). Generátor bude mít plnou periodu ({\displaystyle m}) právě tehdy, když:
1. {\displaystyle \,c} a {\displaystyle \,m} jsou nesoudělná čísla,
2. {\displaystyle \,a-1} je dělitelné všemi provočíselnými faktory {\displaystyle \,m},
3. {\displaystyle \,a-1} je násobek 4, jestliže {\displaystyle \,m} je násobek 4.

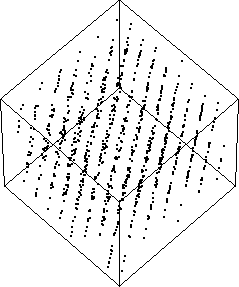
9000 hodnot (3000 bodů) vygenerovaných lineárním konguentním generátorem při špatně zvolených konstantách a, c, m. Je patrné, že body zdaleka nevyplňují celou krychli, ale leží pouze v 15 rovnoběžných rovinách.

Větší problém, než je periodicita generátoru, lze u tohoto typu generátoru pozorovat při generování náhodných bodů v prostoru. V případě špatně zvolených hodnot {\displaystyle a}, {\displaystyle c}, {\displaystyle m} leží vygenerované body v několika rovnoběžných rovinách, zatímco zbytek prostoru, který by měl být rovnoměrně zaplněn, je prázdný. Nechvalně se tak proslavil například generátor RANDU ({\displaystyle a=65539}, {\displaystyle c=0}, {\displaystyle m=2^{31}}, {\displaystyle x_{0}} je liché číslo) používaný okolo roku 1970.
Příklady konstant:
| zdroj                                                          | m                        | a             | c             | výstup                              |
| -------------------------------------------------------------- | ------------------------ | ------------- | ------------- | ----------------------------------- |
| Numerical Recipes                                              | {\displaystyle 2^{32}}   | 1 664 525     | 1 013 904 223 |                                     |
| Borland C/C++                                                  | {\displaystyle 2^{32}}   | 22 695 477    | 1             | bity 30–16 v rand(), 30–0 v lrand() |
| glibc (GCC)                                                    | {\displaystyle 2^{32}}   | 1 103 515 245 | 12 345        | bity 30–0                           |
| ANSI C: Watcom, Digital Mars, CodeWarrior, IBM VisualAge C/C++ | {\displaystyle 2^{32}}   | 1 103 515 245 | 12 345        | bity 30–16                          |
| Borland Delphi, Virtual Pascal                                 | {\displaystyle 2^{32}}   | 134 775 813   | 1             | bity 63–32 ze (seed * L)            |
| Microsoft Visual/Quick C/C++                                   | {\displaystyle 2^{32}}   | 214 013       | 2 531 011     | bity 30–16                          |
| Apple CarbonLib (Park & Miller)                                | {\displaystyle 2^{32}-1} | 16 807        | 0             |                                     |

## Příklad vC
```
unsigned
 
int
 
x
,
 
a
,
 
c
;

void
 
Reset
()

{

	
x
 
=
 
0
;
 
// Random seed (náhodné semínko)

	
a
 
=
 
69069
;

	
c
 
=
 
1
;

}

unsigned
 
int
 
GenerateNext
()

{

	
x
 
=
 
x
*
a
 
+
 
c
;

	
return
 
x
;

}

```